# Gabriel Favale
Gabriel Norberto Favale (né à Tigre, dans la province de Buenos Aires, le 19 juillet 1967) est un arbitre argentin de football.
Il débute en 2000 et il est international depuis 2004.

## Carrière
Il a officié dans une compétition majeure : 
- Recopa Sudamericana 2008 (finale aller)